# 33 هـ
33 هـ هي سنة في التقويم الهجري امتدت مقابلةً في التقويم الميلادي بين سنتي 653 و654.

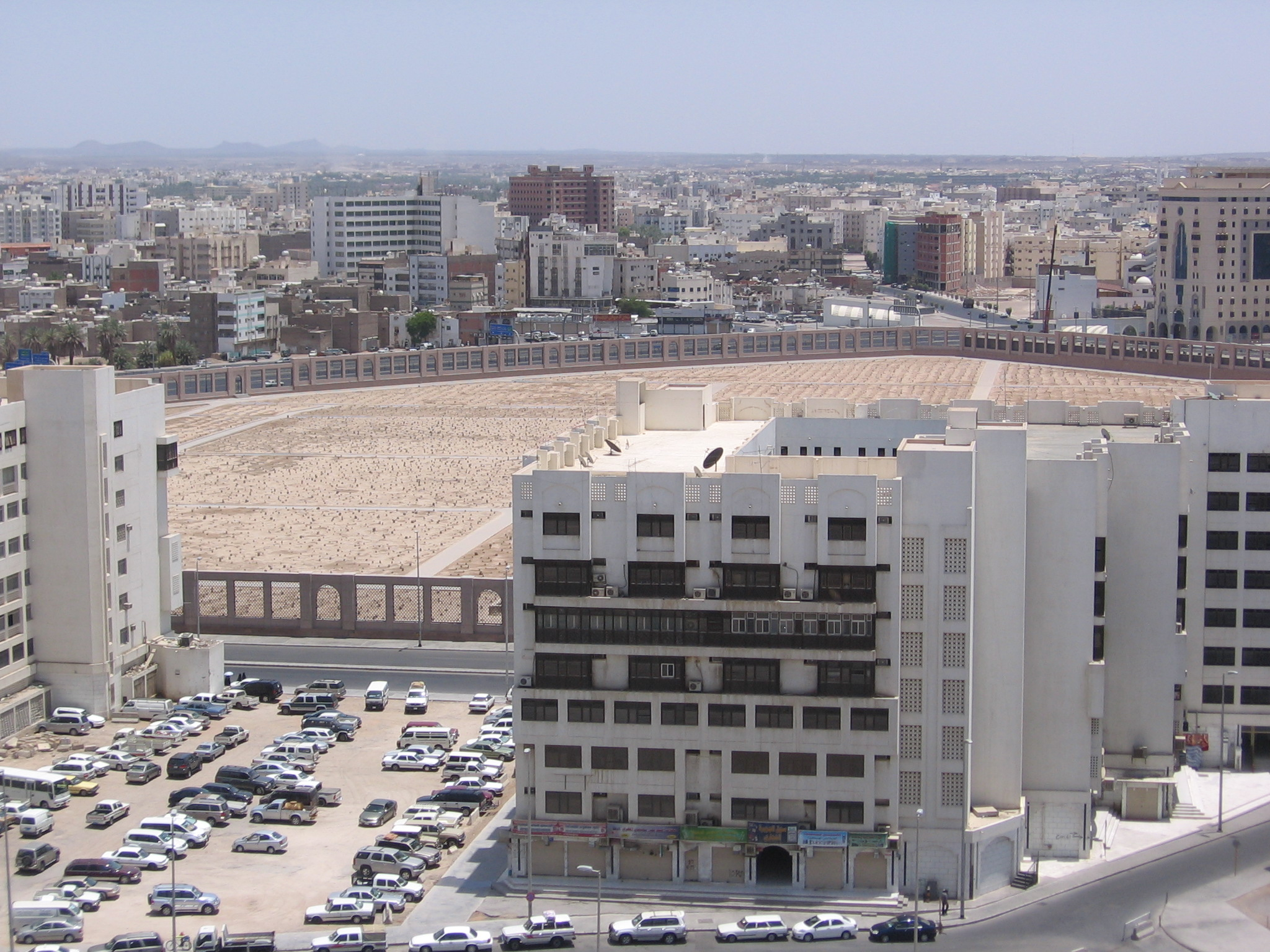
مقبرة البقيع بالمدينة المنورة؛ حيث دُفن المقداد بن الأسود

## أحداث
- غزو الحبشة

## مواليد
- طاووس بن كيسان
- نجدة بن عامر
- أبو إسحاق السبيعي
- جرير
- عبدالملك بن عمير

## وفيات
- عبد الرحمن بن عوف
- المقداد بن الأسود